# SELF PORTRAIT (槇原敬之のアルバム)
『SELF PORTRAIT』（セルフ ポートレート）は槇原敬之4枚目のスタジオ・アルバム。1993年10月31日発売。発売元はWEA MUSIC（ワーナーミュージック・ジャパン）。

## 解説
前作より、1年4か月振りのオリジナルアルバム。リカット含めシングル表題曲が4曲収録。初回生産盤のブックレットは通常盤と異なりページ数が多い為、ジュエルケースの厚さが異なる。発売前に店頭に置かれたCDジャケットサイズのフライヤー写真は、通常写真にある天使の羽根がない。1998年11月26日に初回生産限定・紙ジャケット仕様で再発。2012年11月14日にデジタルリマスターされ再々発。こちらは9月に発売されたCD-BOX『EARLY 7 ALBUMS』の単独発売盤。

## 収録曲
- 作詞・作曲・編曲：槇原敬之（特記以外）
- ストリングス編曲（06）・編曲（12）：マイケル・ギブス

1. 君に会いに行く
2. No.1
3. さみしいきもち
  - 「ズル休み」のカップリング曲。
4. 髪を切る日
  - 「No.1」のカップリング曲。
5. Witch hazel
6. 彼女の恋人（ALBUM VERSION）
7. SELF PORTRAIT
8. 困っちゃうんだよなぁ。
9. MILK
10. ズル休み
11. 雪に願いを
12. 猫がふんじゃった

## 演奏
- 佐橋佳幸：Guitar (#1.2.3.4)
- 飯田高広：Synthesizer Operator (#1.2.4.5.8.10.11)
- 八木のぶお：Mouth Harp (#3)
- 石川鉄男：Synthesizer Operator (#3.6.7.9)
- 本間昭光：Pianica (#4)
- 小倉博和：Guitar (#5-11)
- ジェイク・コンセプション：Saxophone (#6)
- マイケル・ギブス
  - Strings Arrangement (#6)
  - Arrangement (#12)
- FUKUDA-KUN：Voice in Trouble (#8)
- 駒沢裕城：Pedal Steel (#9)
- George Wadenius：Guitar (#12)
- Bob Cranshaw：Bass (#12)
- Grady Tate：Drums (#12)
- Gil Goldstain：Piano (#12)